# Mamar-Moschee
Mamar-Moschee (aserbaidschanisch Məmər məscidi) ist ein im 18. Jahrhundert errichtetes schiitisch-aserbaidschanisches Gotteshaus in Mamar in der Provinz Qubadlı von Aserbaidschan.

## Geschichte
Die sich im Dorf Mamar der Provinz Qubadlı befindliche gleichnamige Moschee wurde in der Sowjetzeit zunächst geschlossen, später als Scheune bzw. als Lagerraum für landwirtschaftliche Betriebsmittel genutzt. Nach Erlangung der Unabhängigkeit Aserbaidschans 1991 öffnete die Moschee ihre Türen nach Jahrzehnten wieder für die Gläubigen.
Im Zuge des ersten Bergkarabachkrieges zwischen Armenien und Aserbaidschan von 1992 bis 1994 wurde der gesamte Rajon Qubadlı und damit auch das Dorf Mamar im August 1993 von armenischen Truppen besetzt und die aserbaidschanischen Bewohner vertrieben.
Auf Anordnung des Ministerkabinetts von Aserbaidschan wurde die Mamar-Moschee im Jahr 2001 zum „Architekturdenkmal von lokaler Bedeutung“ erklärt.
Während des Krieges um Bergkarabach im Herbst 2020 wurde das Dorf Mamar am 30. Oktober 2020 von aserbaidschanischen Einheiten zurückerobert. Wie der französisch-iranische Fotojournalist Reza Deghati mitteilte, der die Gegend rund um das Dorf Mamar wenige Tage vor dem Ende aktiver Kriegshandlungen Anfang November 2020 besucht hatte, wurde die Mamar-Moschee, die bereits weitestgehend zerstört war, von der armenischen Seite jahrelang als Schweinestall eingesetzt. Am 11. November 2020 verurteilte das Generalsekretariat der Organisation für Islamische Zusammenarbeit die Zerstörung und Schändung muslimischer Stätten in der Karabach-Region und bezeichnete diese Aktionen als klare Beweise für „Aggressionspolitik“.